# Dybäck slot
Dybäck slot er et svensk slot i Östra Vemmenhög sogn i Skurup kommune i Skåne.
Dybäck slot er Skånes sydligste herresæde og ligger cirka syv kilometer syd for Skurup. Det hvide gods er egentlig en samling af flere bygninger. Ældst er østlængen fra det 15. århundrede. Bygningen ved siden af stammer fra det 16. århundrede, mens de vestlige dele af slottet med trappetårnet blev opført i det 17. århundrede. Gotik, renæssance og barok smelter sammen i ét. Slottet ligger på den frodige jord ved Dybäcksån nær kysten og omgivet af en grøn park. Der er ikke offentlig adgang til slottet.

## Historie
Godset er omtalt fra det 14. århundrede. I den danske periode blev det ejet af forskellige adelsslægter som Marsvin, Munk og Bille. I 1684 blev det delt mellem Jørgen og Christian Bille, og ejerskabet fortsatte med at være delt indtil 1857, hvor slottet igen fik én ejer i Albrecht Baltzar Wallis. Det blev i 1921 købt af Albin Alwén, som blev efterfulgt af sønnen Ebbe i 1961. Da denne døde i 1993, blev slottet overtaget af hans sønner Claes Ebbe, Carl-Otto og Mats Alwén. I 2007 blev Carl-Otyo Alwén eneejer af Dybäck slot. Slottets vestre del påbegyndte en totalrenovering i januar 2010, og Carl-Otto Alwéns datter Petra flyttede med sin mand, Magnus Hultman, ind i efteråret samme år.